# Wurzelökologie
Die Wurzelökologie ist ein Lehr- und Forschungsgebiet in botanisch-ökologischen Pflanzenwissenschaften. Inhaltlicher Schwerpunkt ist das Studium umweltrelevanter Standortfaktoren in ihren Auswirkungen auf Wachstum, Verteilung und Tiefenwachstum der Pflanzenwurzeln. Die physiologischen Prozesse in den Wurzeln sind weitgehend Gegenstand der Wurzelphysiologie und werden meistens im Fachgebiet Pflanzenphysiologie wissenschaftlich bearbeitet. Da das Wurzelwachstum jedoch sowohl von äußeren als auch von inneren Faktoren gesteuert wird, ist eine scharfe Trennung zwischen Wurzelökologie und Wurzelphysiologie nicht möglich.
Zu den äußeren Standortfaktoren, die das Wurzelwachstum der Pflanzen maßgebend beeinflussen, gehören Licht, Wärme, Wasser, Gase (beispielsweise Sauerstoff für die Wurzelatmung), Salze und edaphische Bodentiere der Rhizosphäre. Untersuchungsgegenstände der Wurzelökologie sind auch die Böden selbst. Kernfragen der Forschung sind z. B. der Einfluss von Bodenart, Bodentyp und Bodenverdichtung auf das Wurzelwachstum. Außerdem beschäftigt sich die Wurzelökologie mit der Wurzelkonkurrenz im Boden, dem Wurzelabbau bzw. der Humusbildung, mit Wurzelbeschädigungen durch Erosion und mit Auswirkungen von Wuchsstoffen und anderen Chemikalien auf die Morphologie der Wurzeln.
Aus den Ergebnissen der Wurzelökologie können Empfehlungen für eine standortgerechte Bewirtschaftung in der Land- und Forstwirtschaft abgeleitet werden. Deshalb beschäftigen sich vor allem Forscher aus  praxisnahen Wissenschaften mit ökologischen Wurzeluntersuchungen. Zu diesen Disziplinen gehören u. a.: landwirtschaftlicher Pflanzenbau, Waldbau, Obstbau, Gemüsebau, Geobotanik, Pflanzenernährung, Bodenkunde und Landschaftsökologie.
Wurzelausgrabungen direkt am Wuchsort der Pflanzen waren lange Zeit ein methodisches Problem. John Ernest Weaver, von 1917 bis 1952 Professor für Pflanzenökologie an der Universität Nebraska, gebührt das Verdienst, die Ausgrabungstechniken von Pflanzen so verbessert zu haben, dass die freigelegten Wurzelsysteme bis zu den feinsten Seitenwurzeln an Ort und Stelle beschrieben, gemessen und gezeichnet werden können. Seine Techniken wurden von der österreichischen Botanikerin Lore Kutschera zu einer internationalen Standardmethode weiterentwickelt. Inzwischen gibt es für ökologische Wurzeluntersuchungen eine Vielzahl unterschiedlicher Methoden.
Ihre wissenschaftliche Heimat hat die Wurzelökologie in der 1982 unter der Ägide von Lore Kutschera in Klagenfurt gegründeten International Society of Root Research gefunden. Die von dieser Fachgesellschaft herausgegebenen Tagungsbände sind informative Nachschlagewerke über den jeweils aktuellen Stand der Wurzelökologie und der anderen Teilgebiete der Wurzelforschung.